# Tiguatón
Tiguatón es una localidad española del municipio de Tinajo, situado en la isla de Lanzarote, perteneciente a la provincia de Las Palmas, en la comunidad autónoma de Canarias.

## Toponimia
El nombre del lugar puede encontrarse escrito con las grafías Tiguatón, Tiguaton, Tinguatón y Tinguáton.

## Historia
Hacia mediados del siglo XIX, el lugar ya pertenecía a Tinajo. Aparece descrito en el decimocuarto volumen del Diccionario geográfico-estadístico-histórico de España y sus posesiones de Ultramar de Pascual Madoz con las siguientes palabras:

TINGUÁTON: térm. en la isla de Lanzarote, prov. de Canarias, part. jud. de Teguise, térm. jurisd. de Tinajo. Confina por N. con el térm. de Tajaste; E. con el de Malpais de Yuco; S. Con el de Iguaden, y O. con Volcanes: mucha parte de él es pedregoso, como el mencionado de Tajaste, con la diferencia que este es inferior, porque no le cubre como al que nos ocupa, una capa de arena que le da el mérito que tiene. prod.: vid, árboles frutales, maiz y legumbres. Su estension ó capacidad es como de unas 1.000 fang. de tierra de bastante buena calidad, distribuidas entre una multitud de propietarios.
(Madoz, 1849, p. 761)

En 2023, el núcleo de población, encuadrado dentro de la entidad singular de población de Mancha Blanca, tenía empadronados 199 habitantes.